# Квайринг (тауншип, Миннесота)
Квайринг (англ. Quiring) — тауншип в округе Белтрами, Миннесота, США. На 2000 год его население составило 85 человек.

## География
По данным Бюро переписи населения США площадь тауншипа составляет 62,0 км², из которых 61,9 км² занимает суша, а 0,1 км² — вода (0,08 %).

## Демография
По данным переписи населения 2000 года здесь находились 85 человек, 34 домохозяйства и 24 семьи. Плотность населения — 1,4 чел./км². На территории тауншипа расположено 42 постройки со средней плотностью 0,7 построек на один квадратный километр. Расовый состав населения: 83,53 % белых, 7,06 % афроамериканцев, 2,35 % коренных американцев и 7,06 % приходится на две или более других рас. Испанцы или латиноамериканцы любой расы составляли 2,35 % от популяции тауншипа.
Из 34 домохозяйств в 26,5 % воспитывались дети до 18 лет, в 55,9 % проживали супружеские пары, в 2,9 % проживали незамужние женщины и в 29,4 % домохозяйств проживали несемейные люди. 29,4 % домохозяйств состояли из одного человека, при том 17,6 % из — одиноких пожилых людей старше 65 лет. Средний размер домохозяйства — 2,50, а семьи — 2,96 человека.
25,9 % населения — младше 18 лет, 10,6 % — в возрасте от 18 до 24 лет, 24,7 % — от 25 до 44, 18,8 % — от 45 до 64, и 20,0 % — старше 65 лет. Средний возраст — 40 лет. На каждые 100 женщин приходилось 97,7 мужчин. На каждые 100 женщин старше 18 приходилось 103,2 мужчин.
Средний годовой доход домохозяйства составлял 19 167 долларов, а средний годовой доход семьи — 25 250 долларов. Средний доход мужчин — 13 750 долларов, в то время как у женщин — 14 167. Доход на душу населения составил 9218 долларов. За чертой бедности находились 8,7 % семей и 18,3 % всего населения тауншипа, из которых 16,7 % младше 18 и 8,7 % старше 65 лет.